# أليخاندرو سميث (لاعب كرة قدم بريطاني)
أليخاندرو سميث (بالإنجليزية: Alex Smith)‏ هو لاعب كرة قدم بريطاني، ولد في 11 مايو 1947 في Thornhill, West Yorkshire ‏ في المملكة المتحدة. لعب مع برادفورد سيتي وكولتشستر يونايتد ونادي ساوثيند يونايتد ونادي هاليفاكس تاون وهدرسفيلد تاون.